# Арена Нюрнбергер Ферзихерунг
Арена Нюрнбергер Ферзихерунг (нем. Arena Nürnberger Versicherung; собственное написание: ARENA NÜRNBERGER VERSICHERUNG), первоначально и, в употреблении, также Арена Нюрнберг (нем. Arena Nürnberg), представляет собой многофункциональную арену в среднефранконском городе Нюрнберг. Дизайн разработан архитектурным бюро Glöckner. Здание находится в непосредственной близости от Макс-Морлок-Штадиона, на котором играет футбольный клуб «Нюрнберг».

## История
Строительство началось 26 августа 1999 года церемонией закладки фундамента. 15 февраля 2001 года состоялось открытие арены, которая заменила «Линде-штадион» постройки 1936 года.
В 2011 году была проведена большая реконструкция.

## Оснащение
В здании находятся три катка или, как вариант, 1900 м² пространства для мероприятий. В зависимости от мероприятия оно может вместить до 11 000 посетителей на внутреннем, нижнем и верхнем ярусах. Под крышей зала находится видеокуб с четырьмя светодиодными экранами (520 × 920 пикселей на каждую сторону), каждый размером около 17 м² (всего 69 м²). Для игр по хоккею с шайбой стадион рассчитан на 8130 человек (3617 стоячих и 4 513 сидячих мест), из них 340 в ложах и 548 — бизнес-места.

## Название
По примеру других арен операторы зала подписали в феврале 2005 года спонсорское соглашение сo страховой компанией Nürnberger Versicherung. С тех пор зал официально называется «Arena Nürnberger Versicherung».

## События
Нюрнберг Айс Тайгерс проводят на арене свои домашние матчи в DEL. В 2001 году, наряду с Кельном и Ганновером, на арене проходил чемпионат мира по хоккею с шайбой, как и чемпионат мира IIHF по инлайн-хоккею в 2002 и 2003 годах. Бамберг переехал на Нюрнберг-Арену в 2005 и 2006 годах для проведения международных баскетбольных матчей. Также здесь проводились соревнования по мини-футболу (кубок «Нюрнбергa»), гандболу, теннису и боксу. Кроме того, на арене проходят соревнования по рестлингу WWE. Также здесь проводятся концерты и шоу. Тут выступали такие музыканты и группы как Робби Уильямс, Анастейша, Пинк, Die Ärzte, Элтон Джон, OneRepublic, Брайан Адамс, Удо Юргенс, Боб Дилан и Герберт Грёнемайер. Арена также служит дополнительной сценой на рок-фестивале Rock im Park.
Арена также используется для проведения конференций и выставок. В сезон катания на коньках площадки в ледовом спортивном центре регулярно открываются для свободного катания.
В рейтинге Pollstar по количеству посетителей в 2018 году зал с 63 184 посетителями занял 13-е место в Германии, 47-е в Европе и 188-е в мире.

## Галерея

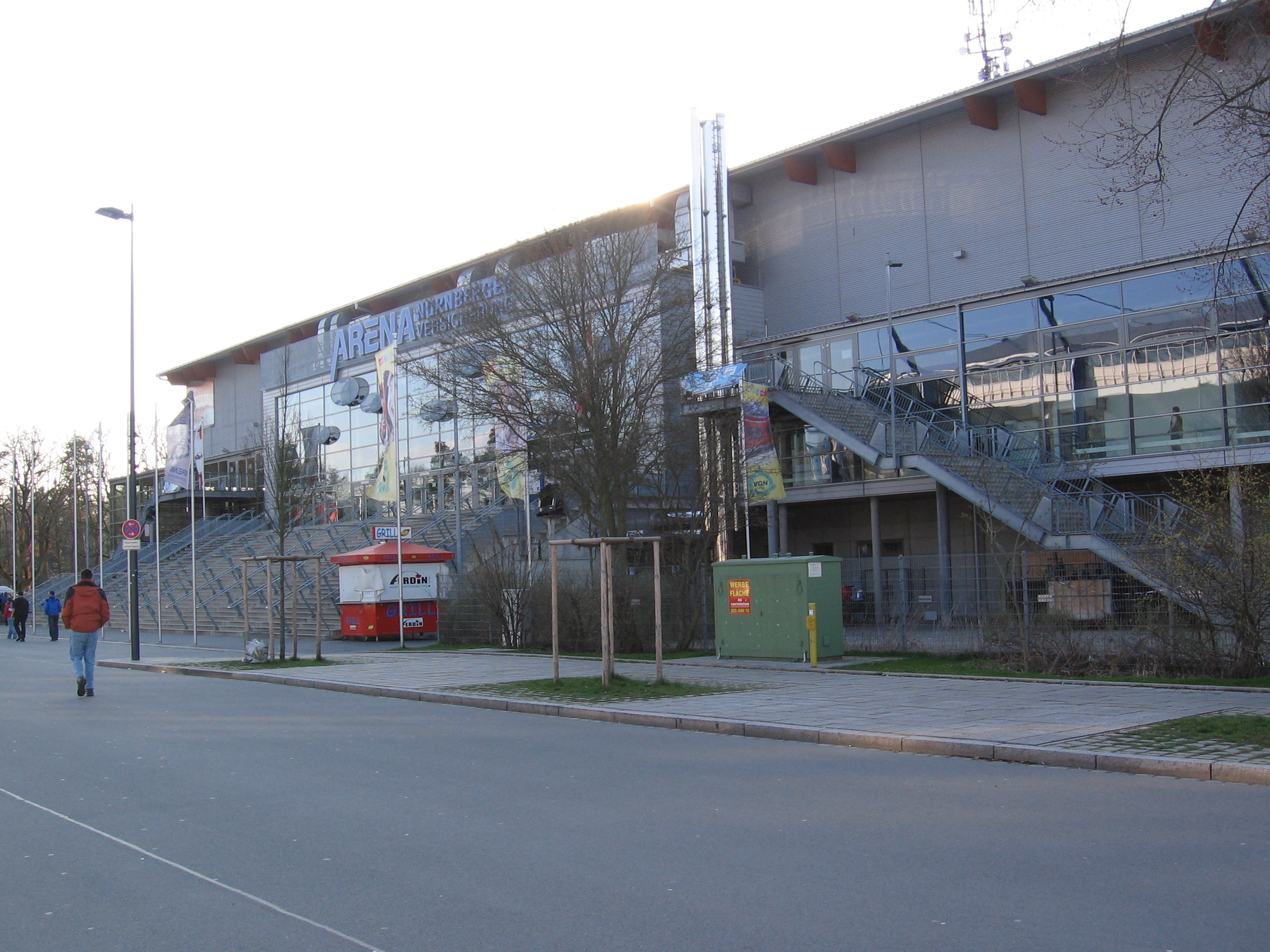
Вход на арену
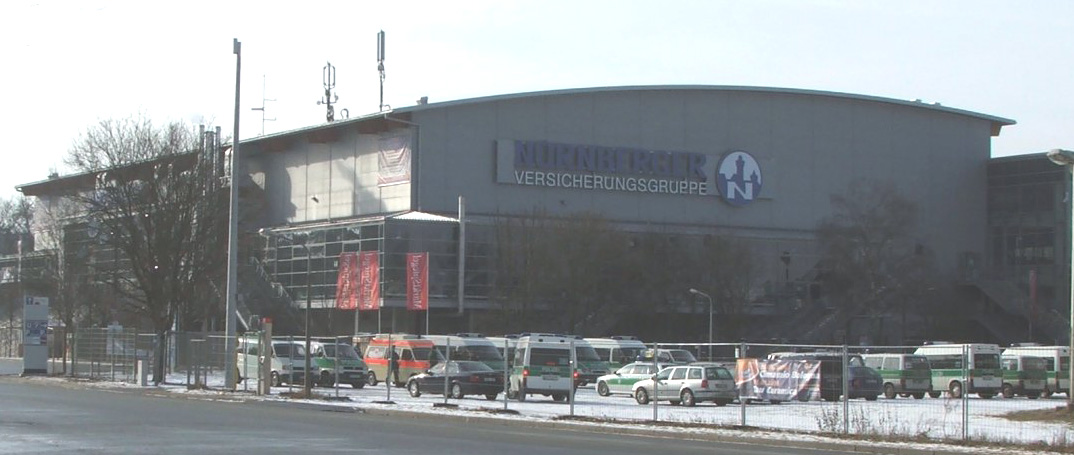
Фасад арены